# Cymothoe staudingeri
Cymothoe staudingeri är en fjärilsart som beskrevs av Aurivillius. Cymothoe staudingeri ingår i släktet Cymothoe och familjen praktfjärilar. Inga underarter finns listade i Catalogue of Life.